# Календаско
Календаско (італ. Calendasco) — муніципалітет в Італії, у регіоні Емілія-Романья, провінція П'яченца.
Календаско розташоване на відстані близько 430 км на північний захід від Рима, 155 км на північний захід від Болоньї, 9 км на північний захід від П'яченци.
Населення — 2519 осіб (2014).
Щорічний фестиваль відбувається 19 лютого. Покровитель — San Corrado Confalonieri.

## Демографія
Населення за роками:

Станом на 1 січня 2023 року в муніципалітеті офіційно проживали 194 іноземці з 36 країн, серед них 36 громадян країн Євросоюзу та 6 громадян України.

## Сусідні муніципалітети
- Гуардамільйо
- Монтічеллі-Павезе
- Оріо-Літта
- П'яченца
- Роттофрено
- Сан-Рокко-аль-Порто
- Сенна-Лодіджана
- Сомалья